# Matnog
Matnog è una municipalità di quarta classe delle Filippine, situata nella Provincia di Sorsogon, nella regione di Bicol.
Matnog è formata da 40 baranggay:
- Balocawe
- Banogao
- Banuangdaan
- Bariis
- Bolo
- Bon-Ot Big
- Bon-Ot Small
- Cabagahan
- Calayuan
- Calintaan
- Caloocan (Pob.)
- Calpi
- Camachiles (Pob.)
- Camcaman (Pob.)
- Coron-coron
- Culasi
- Gadgaron
- Genablan Occidental
- Genablan Oriental
- Hidhid

- Laboy
- Lajong
- Mambajog
- Manjunlad
- Manurabi
- Naburacan
- Paghuliran
- Pangi
- Pawa
- Poropandan
- Santa Isabel
- Sinalmacan
- Sinang-Atan
- Sinibaran
- Sisigon
- Sua
- Sulangan
- Tablac (Pob.)
- Tabunan (Pob.)
- Tugas